# آسمینی
آسمینی (به ایتالیایی: Assemini) یک کومونه در ایتالیا است که در استان کالیاری واقع شده‌است.

## خصوصیات
آسمینی ۱۱۷٫۵ کیلومترمربع مساحت و ۲۵٬۳۴۳ نفر جمعیت دارد و ۶ متر بالاتر از سطح دریا واقع شده‌است.